# スティーヴン・シャヴィロ

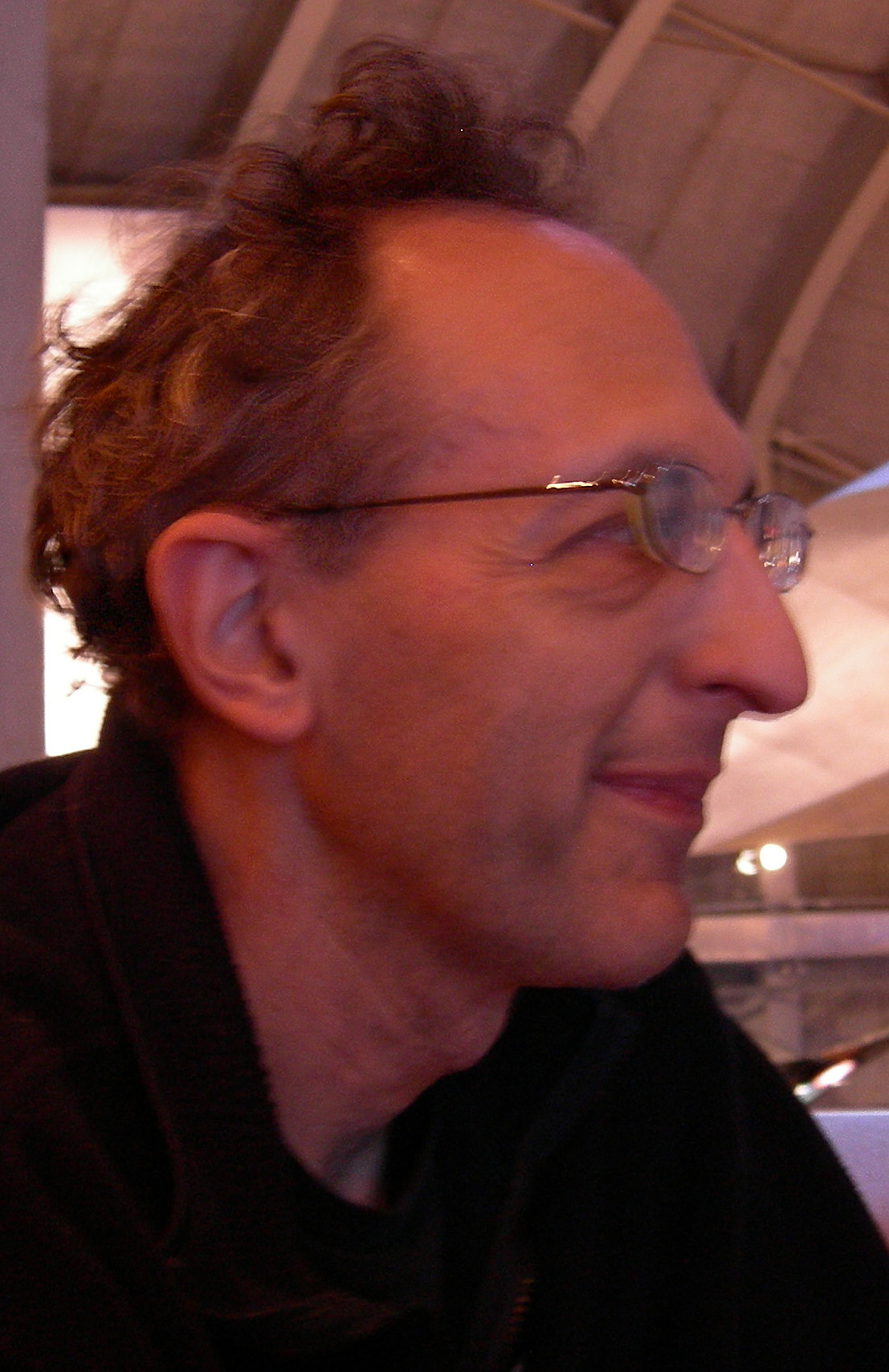
スティーヴン・シャヴィロ（2007年撮影）

スティーヴン・シャヴィロ（Steven Shaviro, 1954年4月3日 - ）は、アメリカ合衆国の哲学者、映画理論家、映画評論家、文化評論家である。

## 人物
最も読まれた著作である『Doom Patrols』は「理論的フィクション」であり、1990年代のポストモダニズムの状況を描き出すため、詩的言語、個人的逸話、創造的散文が駆使された作品である。
また、著書の『The Cinematic Body』では、現代の映画理論で支配的な影響力を持つラカン的転移について論じている。シャヴィロによれば、精神分析理論の濫用は聖典（フロイトとラカンの論考）をありがたがるカルト宗教そのものになっているという。
2003年には『Connected, Or, What It Means to Live in the Network Society』を、2009年5月には『Without Criteria: Kant, Whitehead, Deleuze, and Aesthetics』を上梓した。
シャヴィロは、1981年にイェール大学から博士号を取得した。数年間ワシントン大学で教えた後、妻と娘とともにデトロイトに住むようになり、現在に至る。本務校はウェイン州立大学で、文学と映画を教えている。現在、最新著の『The Age of Æsthetics』を執筆中である。同書は、現代の消費文化と、美学的価値（特にスタイルの問題）とマルクス主義の関係を扱うものである。

## 著作
- Shaviro, Steven (1990): Passion and Excess: Blanchot, Bataille, and Literary Theory, Tallahassee: Florida State University Press.
- Shaviro, Steven (1993): The Cinematic Body, Minneapolis: University of Minnesota Press.
- Shaviro, Steven (1997): Doom Patrols: A Theoretical Fiction about Postmodernism, London: Serpent's Tail.
- Shaviro, Steven (2003): Connected, or What it Means to Live in the Network Society, Minneapolis: University of Minnesota Press.
- Shaviro, Steven (2009): Without Criteria: Kant, Whitehead, Deleuze, and Aesthetics, Cambridge, MA: The MIT Press.
- Shaviro, Steven (2010): Post Cinematic Affect, Winchester: Zer0 books.
- Shaviro, Steven (2014): The Universe of Things: On Speculative Realism, Minneapolis, MN: University of Minnesota Press. 
  - 『モノたちの宇宙――思弁的実在論とは何か』、上野俊哉訳、河出書房新社、2016年。
- Shaviro, Steven (in progress): Stranded in the Jungle.
- Shaviro, Steven (in progress): Critical Beatdown.